# Moscou-Royan
Pour plus de détails, voir Fiche technique et Distribution.
#Moscou-Royan est une comédie française réalisée par Elena Cosson Kizilova et sortie en 2018.

## Fiche technique
- Titre : #Moscou-Royan
- Réalisation : Elena Cosson Kizilova
- Scénario : Elena Cosson Kizilova et Alexandre Cosson
- Photographie : Dominique Marion Peredone
- Montage : Alice Petit
- Musique :
- Décors :
- Costumes :
- Producteur :
- Production : Leva Productions
- Distribution : Leva Productions
- Pays d'origine :  France
- Genre : Comédie
- Durée : 83 minutes
- Dates de sortie :
  - France : 21 novembre 2018

## Distribution
- Elena Cosson Kizilova : Olga
- Donia Eden : Muriel
- Jérôme Soubeyrand : Bernard
- Manuel Sorroche : Hervé
- Paco Pérez : le designer
- Jules Dousset : Mathieu
- Cédrick Spinassou : La Fouine